# أندرييس بيريبلوتكينس
أندرييس بيريبلوتكينس (باللاتفية: Andrejs Perepļotkins)‏ (مواليد 27 ديسمبر 1984 في خاركوف) لاعب كرة قدم لاتفي دولي يجيد اللعب في خط الوسط . يلعب حاليا لصالح نادي سكونتو اللاتفي منذ 2004 .

## روابط خارجية
- أندرييس بيريبلوتكينس على موقع الاتحاد الأوربي (الإنجليزية)
- أندرييس بيريبلوتكينس على موقع اتحاد أوكرانيا (الإنجليزية)
- أندرييس بيريبلوتكينس على موقع قاعدة بيانات كرة القدم.إي يو (الإنجليزية)
- أندرييس بيريبلوتكينس على موقع ناشيونال فوتبول تيمز (الإنجليزية)
- أندرييس بيريبلوتكينس على موقع Soccerbase.com (لاعب) (الإنجليزية)
- أندرييس بيريبلوتكينس على موقع Soccerway.com (الإنجليزية)
- أندرييس بيريبلوتكينس على موقع عالم كرة القدم.نت (الإنجليزية)